# Galathea echinata
Galathea echinata is een tienpotigensoort uit de familie van de Galatheidae. De wetenschappelijke naam van de soort is voor het eerst geldig gepubliceerd in 2012 door Macpherson.